# Liberale di Roma
Liberale (... – Roma, 269) è stato un martire italiano, noto anche come Liberato.

## Biografia
Sul conto di san Liberale vi sono poche notizie storiche. Trovandosi nel cimitero Septem Palumbas sulla strada Salaria Vecchia, si racconta che san Liberale avesse ricoperto una carica di console proveniente da una nobile famiglia romano che decise di non seguirne più le agiatezze di una carriera politica. Fu deciso per il suo arresto e condanna a morte che sarebbero avvenuti durante il regno di Claudio il Gotico, nel 269.